# No Shame
No Shame é o quarto álbum de estúdio da cantora e compositora inglesa Lily Allen, lançado em 8 de junho de 2018 através da Parlophone Records. Após o lançamento de Sheezus (2014), Allen sofreu uma crise de identidade e não se conectou com a música que estava criando. Isto foi seguido por um colapso no casamento de Allen. Após o divórcio, ela começou a trabalhar em novas músicas que a viram escrevendo sobre as coisas que ela havia afetado, incluindo o relacionamento com si mesma, suas filhas, seu ex-marido e abuso de substâncias. A gravação do álbum começou em Los Angeles em 2015, antes de Allen criar seu próprio estúdio em Londres e continuar gravando até 2018. As sessões contaram com contribuições de produtores como Fryars e Mark Ronson, enquanto a lista final de faixas contou com participações de artistas incluindo o rapper Giggs, Burna Boy e Lady Chann.
Um álbum de electropop, "No Shame" tem influência de dancehall e reggae e apresenta letras confessionais que discutem o colapso do casamento e das amizades de Allen, culpa materna, abuso de substâncias, juntamente com questões sociais e políticas. Após o lançamento, "No Shame" foi recebido com críticas positivas de críticos musicais, que elogiaram os temas e conteúdo lírico maduro do álbum, a evolução artística de Allen, as composições e a produção. O álbum alcançou o oitavo lugar no UK Albums Chart e também alcançou o top 40 das paradas australiana, neozelandesa e irlandesa. Allen está pronto para promover o No Shame com uma turnê internacional de apoio a partir de meados de 2018.

## Antecedentes
Meu último álbum não foi assim, eu acho que tive uma crise de identidade como resultado e era um lugar que eu não gostava de estar. Praticamente tudo – eu não gostava das roupas que eu usava, das músicas que lançava como singles... tipo, nada!

— Lily Allen, na concepção do álbum e sua luta com sua identidade.
Após o lançamento de Sheezus (2014), Allen teve uma "crise de identidade", e não gostou da música que estava lançando, sua nova imagem e acreditava que as pessoas dentro da indústria musical estavam controlando suas escolhas e direções musicais. Allen mencionou no podcast "News Roast" que ela tinha começado a trabalhar em um novo álbum, que lidaria principalmente com ela mesma, seu relacionamento com suas filhas, o colapso de seu casamento, abuso de substâncias, etc.. Durante a mesma entrevista, Allen revelou que o sucessor de "Sheezus" seria muito mais pessoal, revelando que algumas canções continham temas sociais, mas a maioria das canções lidaria com a sua vida pessoal e com o colapso do seu casamento. Allen também revelou que algumas músicas teriam tendências políticas, mas ela estava lutando para encontrar o equilíbrio de criar essas músicas com melodias "cativantes".
Ao conceber o álbum, Allen queria trabalhar com seus problemas através da música. Allen decidiu fazer isso porque achava que as pessoas geralmente eram levadas "por forças externas" quando tentavam se expressar, isso é algo que ela queria explorar ao criar "No Shame". Ao desenvolver o álbum, Allen queria explorar as formas como os humanos interagem. Allen afirmou que os seres humanos muitas vezes trabalham através de problemas e problemas falando, afirmando que é o que a música faz para ela, ela teve como objetivo compartilhar questões pessoais, a fim de se conectar com as pessoas, ao invés de "conectar-se com algoritmos". Allen continuou a afirmar que ela queria explorar o medo das pessoas de se expressarem, devido às repercussões. Allen tinha como objetivo criar o melhor álbum possível, limitando a quantidade de pessoas envolvidas no processo. Lily não quer que as pessoas lhe digam o que elas acham que é certo ou errado, e o que vai funcionar para o rádio e o que não.

## Performance comercial
"No Shame" estreou no número oito no UK Albums Chart, tornando-se o quarto álbum top 10 de Allen no Reino Unido e seu primeiro álbum a não figurar entre os três primeiros lugares. "No Shame" também estreou em segundo lugar no "Official Record Store Chart" do Reino Unido, que é composto pelos maiores álbuns da semana vendidos por meio de 100 gravadoras independentes, baseadas em vendas de CDs, vinil e outros formatos.

## Lista de faixas
| Edição padrão  |                                               |                                                  |                           |         |  |
| N.º            | Título                                        | Compositor(es)                                   | Produtor(es)              | Duração |  |
| 1.             | "Come on Then"                                | Lily Allen Benjamin Fryars Garrett               | Seb Chew Emre Ramazanoglu | 3:11    |  |
| 2.             | "Trigger Bang" (com participação de Giggs)    | Allen Garrett Nathaniel Thompson                 | Fryars                    | 3:32    |  |
| 3.             | "What You Waiting For?"                       | Allen Dre Skull Liana Banks                      | Skull Samuel Reinhard [a] | 3:07    |  |
| 4.             | "Your Choice" (com participação de Burna Boy) | Allen Richard "P2J" Isong Burna Boy Ari Pensmith | P2J                       | 3:42    |  |
| 5.             | "Lost My Mind"                                | Allen Tim Rice-Oxley                             | Chew Ramazanoglu          | 3:48    |  |
| 6.             | "Higher"                                      | Allen P2J Alastair O'Donnell Daniel London       | P2J                       | 4:08    |  |
| 7.             | "Family Man"                                  | Allen Garrett                                    | Mark Ronson Starsmith     | 3:39    |  |
| 8.             | "Apples"                                      | Allen Sam Duckworth Greg Gonzalez                | Allen Jack Nichols-Marcy  | 3:40    |  |
| 9.             | "Three"                                       | Allen Garrett                                    | Fryars                    | 3:38    |  |
| 10.            | "Everything to Feel Something"                | Allen Garrett Jenna Andrews Eliza Caird          | Fryars                    | 4:57    |  |
| 11.            | "Waste" (com participação de Lady Chann)      | Allen Ellis Taylor Tim Deal Lady Chann           | Show N Prove Hight        | 3:31    |  |
| 12.            | "My One"                                      | Allen Ezra Koenig Michael Tucker Ronson          | Ronson Koenig BloodPop    | 2:58    |  |
| 13.            | "Pushing Up Daisies"                          | Allen Cass Lowe                                  | Lowe                      | 3:45    |  |
| 14.            | "Cake"                                        | Allen Taylor Billy Stewart                       | Show N Prove              | 3:28    |  |
| Duração total: | Duração total:                                | Duração total:                                   | Duração total:            | 51:04   |  |

## Histórico de lançamento
| Região | Data                | Formato(s)                       | Gravadora    | Ref.   |
| ------ | ------------------- | -------------------------------- | ------------ | ------ |
| Mundo  | 8 de junho de 2018  | Download digital CD LP streaming | Parlophone   | [ 2 ]  |
| Brasil | 29 de junho de 2018 | CD                               | Warner Music | [ 11 ] |